# Тупичино (Рославльский район)
Тупичино — деревня в Рославльском районе Смоленской области России. Входит в состав Астапковичского сельского поселения. Население — 3 жителя (2007 год). 
Расположена в южной части области в 14 км к юго-западу от Рославля, в 7 км южнее автодороги А101 Москва — Варшава («Старая Польская» или «Варшавка»), на берегу реки Вязовка. В 1 км севернее деревни расположена железнодорожная станция Самолюбовка на линии Рославль — Кричев. 

## История
В годы Великой Отечественной войны деревня была оккупирована гитлеровскими войсками в августе 1941 года, освобождена в сентябре 1943 года.